# 单色画
单色画（英語：monochromatic painting），又称为独色画，是20世纪以来先锋派艺术的重要元素，通过单一色彩进行绘画创作，代表人物包括马列维奇、伊夫·克莱因、格哈德·里希特（Gerhard Richter）、阿德·莱因哈特（Ad Reinhardt）等。
从几何精确性到表现主义，单色画被证明是当代艺术的一种持久风格。

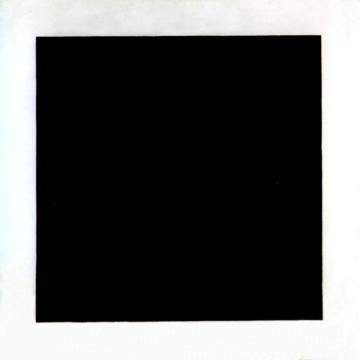
马列维奇《Black Square on a White Field》（1915年）
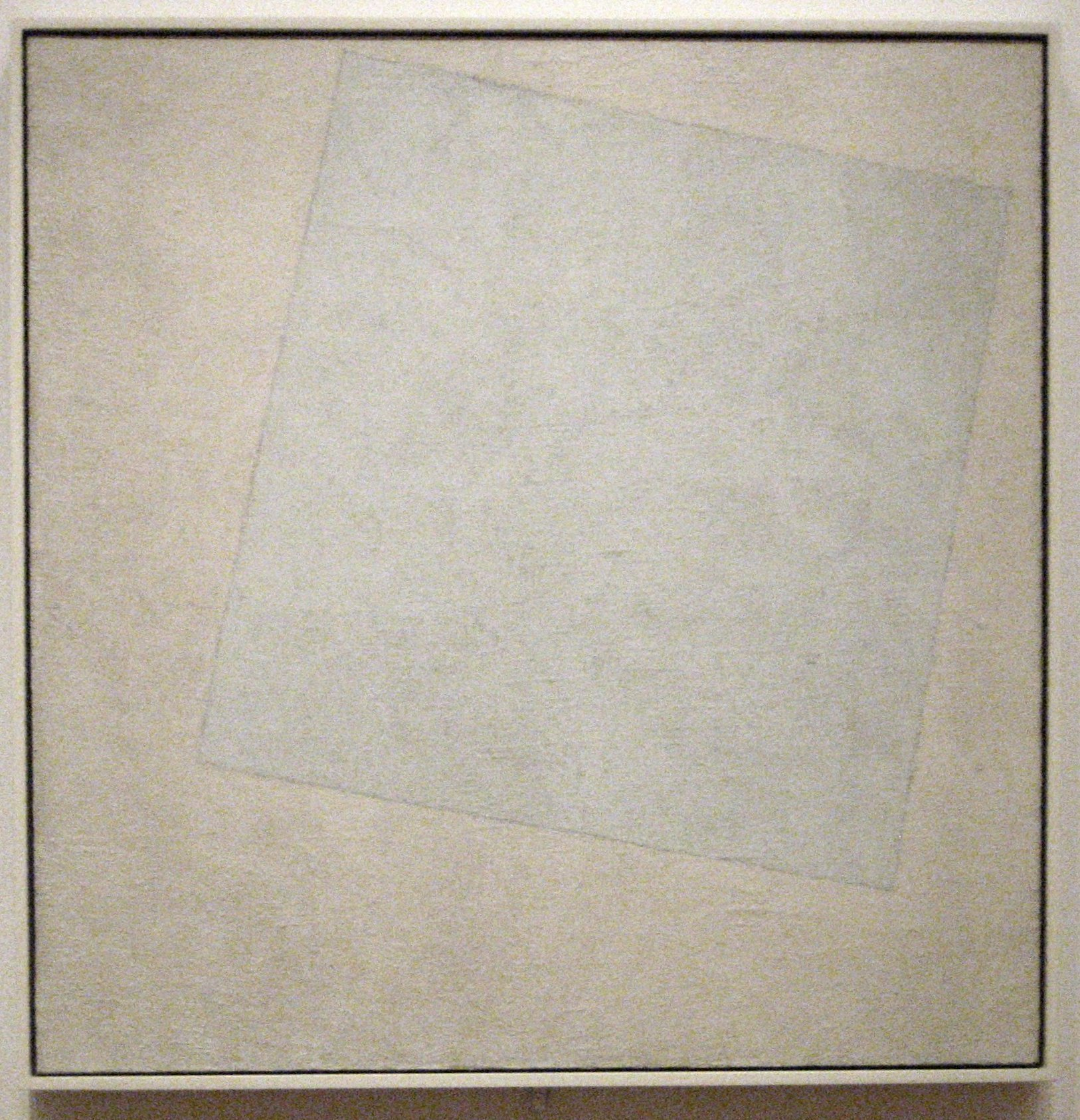
马列维奇《White on White》（1918年）
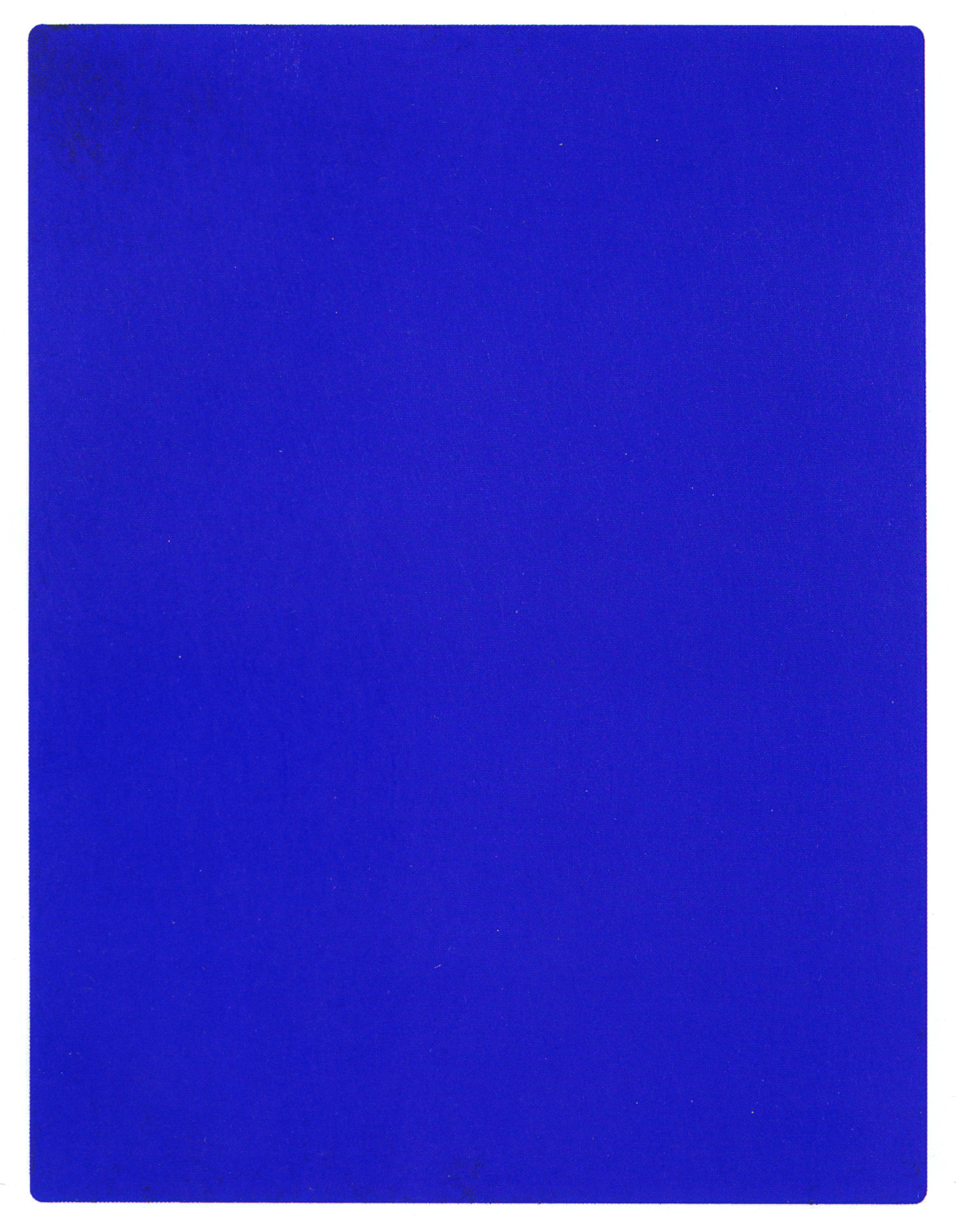
克莱因《IKB 191》（1962年）